# THE 夢人島 Fes.

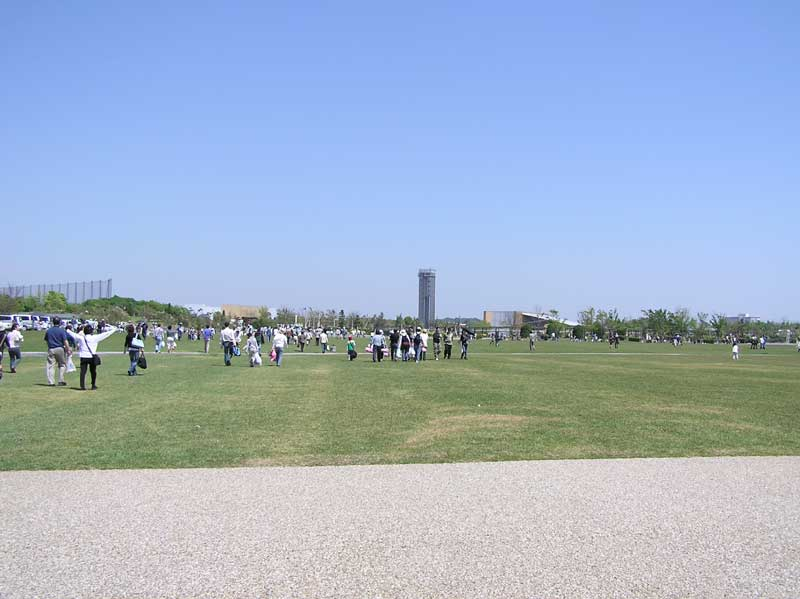
The 夢人島 Fes.が行われた浜名湖ガーデンパーク（写真は緑地広場）

THE 夢人島 Fes.（ザ・むじんとう・フェス）は、サザンオールスターズのリーダー桑田佳祐が提唱したロックフェスティバルの名称。正式名称は「THE 夢人島 Fes.2006 WOW!!　紅白! エンタのフレンドパーク Hey Hey ステーション …に泊まろう!」。2006年8月26日・8月27日、静岡県浜松市村櫛町（現・中央区村櫛町）の浜名湖ガーデンパークにて開催された。
タイトルの「夢人島」は「無人島」とかけたダブルミーニング。サブタイトルは、キー局の人気番組を関東地方での1チャンネルから順番に並べたものである。WOW!!はサザンの年越しライブを長年にわたり中継し、このフェスでも生中継（2006年9月29日18:00-25:45 JSTにバックステージを含めた総集編を再放送）したWOWOWを表している。
1. WOW!!→WOWOW
2. 紅白→NHK紅白歌合戦（NHK）
3. エンタの→エンタの神様（日本テレビ）
4. フレンドパーク→関口宏の東京フレンドパークII（TBS）
5. Hey Hey→HEY!HEY!HEY! MUSIC CHAMP（フジテレビ）
6. ステーション→ミュージックステーション、報道ステーション（テレビ朝日）
7. …に泊まろう!→田舎に泊まろう!（テレビ東京）

## 概要
2005年-2006年に年越しライブもかけて行われたサザンオールスターズのライブツアー『みんなが好きです!』内で、桑田が何気なく「次は無人島かなんかでライブがやりたい」と冗談半分で言ったことが始まりである。
実際の無人島でライブを行うことは集客なども含め極めて困難であるため断念された。どうにか“無人島(むじんとう)”というフレーズだけでも残そうと、夢という字を当て字にし「夢人島」と題することで開催が進められた。
出演者は桑田が所属する芸能事務所アミューズの所属アーティストから、サザンを含め桑田とプライベートでも深い親交のある福山雅治、その他ポルノグラフィティ、FLOW、BEGINなどの人気ミュージシャンの出演が発表された。
それに加え、同じレコード会社・JVCケンウッド・ビクターエンタテインメントに所属し、ROCK IN JAPAN FES. 05.にサザンが出演した際、出演前からリハーサルを観に来るほど桑田を崇拝する降谷建志率いるDragon Ash。更に芸能事務所・レコード会社の枠を超え、桑田とプライベートな親交がありラジオ番組での共演歴があるTAKUROが所属するGLAY。1995年にコラボレーションシングル「奇跡の地球」を発表し、桑田がレギュラー出演した「桑田佳祐の音楽寅さん 〜MUSIC TIGER〜」にも出演、さらには桑田が7月のap bank fes'06に出演した時の共演者桜井和寿の所属するMr.Childrenと次々に人気バンドの出演が発表された。
そして桑田が自身のラジオ番組『桑田佳祐のやさしい夜遊び』内で、当初から2006年の活動に関係する人物として匂わせていた加山雄三が出演し、桑田がバックバンドを務めることが決定した。
それぞれでもライブチケットの競争率が高いアーティストが一堂に集結するフェスということで、開催前から大変話題となった。2日間で12万人動員という大規模なライブである。一部のアーティストのファンクラブでは、このフェスの先行予約抽選が行われた。
開演は午前10時、ガーデンステージ(サブステージ)から先に公演が行われ、終了に伴い午後3時からメインステージでの公演が開始された。その間もグッズ販売や売店などは営業されている。
セットリストは様々なアーティストのファンが来場するライブであるためヒット曲中心になっている（BEGIN、GLAY、ポルノグラフィティは初披露の新曲も演奏、サザンオールスターズのみトリとして演奏時間が長いこともありコアファン向けのマニアックな選曲も目立っている）。また大塚製薬がスポンサーに付いたため、その関係で販売するポカリスエットのCMソングであった「ハネウマライダー」「ミュージック・アワー」（ポルノグラフィティ）、「未来」（Mr.Children）、「RED×BLUE」（福山雅治）も演奏。
また、アーティストが入れ替わる合間にその都度桑田自ら「佳ちゃんの暇つぶしコーナー」「佳ちゃんの次が出てくるまでの時間潰しコーナー」などと題して弾き語りでカバー曲を披露したことも歓声を誘った。既に歌い終わったグループのメンバーとセッションし、往年の“夏”の曲を歌い上げた。一部趣旨と違うものもあるが、わざと夏と関係ない曲を演奏した意図的なものである。2日目の27日には桑田が出演したap bank fes'06でも披露された「奇跡の地球」もセッションされた。
入場に関しては徒歩での来場は禁止で、いかなる方法で来場しても必ず専用のシャトルバスを使用しないと入場できないようになっている。シャトルバスの料金は1人往復\1,000（前売り券は\800）となっている。この点にも批判が出ているが、そのシャトルバスの送迎が十分に機能していないといった問題も起きている。入退場の混雑に関する事情に関しては後述。
トイレに関しては多数の仮設トイレが増設されたため特別大きな混雑はなかったが、場所がメインステージから遠い事に不満の声もあった。また喫煙スペースが著しく少ないのが明確であった。
会場規模
- 総面積 - 56ヘクタール（東京ドーム12個分）
- ステージサイズ - 高さ30メートル×幅200メートル
- 会場の設営 - 16日間
- 照明 - 1500基
- 仮設トイレ - 510個
- アルバイト - 3400人
- 警備・誘導スタッフ - 600人
- 臨時電車（最寄り駅・弁天島駅） - 上下あわせて118本　（ただし、会場へのシャトルバスは駅前のスペースの都合上、隣の舞阪駅から発着となった）

## 主な出演者（バックバンド・サポートメンバーなど除く）

### 8月26日・8月27日
- サザンオールスターズ
- ポルノグラフィティ
- 福山雅治
- BEGIN
- Full Of Harmony
- wyolica
- FLOW
- ONE OK ROCK
- フリーウェイハイハイ
- Bahashishi
- POSCOIZM
- サンプラザ中野（MC）
- 辻よしなり

### 8月26日
- Dragon Ash
- 加山雄三 with 桑田佳祐 Special Band

### 8月27日
- Mr.Children
- GLAY

## セットリスト

### ガーデンステージ（両日とも同じ）
※メインステージでのアーティストチェンジの間は桑田らによるカバー曲。()内は原曲アーティスト名。
- 10:00 - オープニング
- 10:10 - 10:20 ONE OK ROCK

1. ROSE BLOOD
2. 日常エボリューション
3. もしも太陽がなくなったとしたら･･･

- 10:25 - 10:35 POSCOIZM

1. LA LA tO DA
2. オンナノコノキモチ

- 10:45 - 10:55 Bahashishi

1. 月の呼吸
2. 気まぐれな流れ星

- 11:10 - 11:20 フリーウェイハイハイ

1. 彼方へ
2. パンチライン 〜Punch line〜

- 11:25 - 11:40 サンプラザ中野

1. 大きな玉ねぎの下で 〜はるかなる想い
2. Runner
3. 旅人よ 〜The Longest Journey

- 12:00 - 12:20 Full Of Harmony

1. BRAND NEW DAY
2. 涙の数だけ (26日のみ)
3. I Believe (27日のみ)
4. PARTY TIME

- 12:30 - 12:50 wyolica

1. 空と風
2. ありがとう
3. 愛をうたえ

- 13:15 - 13:45 FLOW

1. メロス
2. 海へ行こう
3. Around the world
4. 流星
5. GO!!!

- 13:50 -　フィナーレ
  - リゾ・ラバ [resort lovers] (爆風スランプ)

### 8月26日
- 14:45 - オープニングセレモニー

- 桑田佳祐
  - Oh! クラウディア (サザンオールスターズ)

- 15:00 - BEGIN

1. 恋しくて
2. 波
3. 竹富島で会いましょう
4. 三線の花
5. 島人ぬ宝

- 桑田佳祐 & 小倉博和・斎藤誠
  - 真夏の出来事 (平山みき)

- 15:45 - Dragon Ash

1. Life goes on
2. crush the window
3. Ivory
4. Palmas Rock feat. UZI-ONE
5. Loca Burnin' feat. アイニ
6. Fantasista
7. 静かな日々の階段を
8. Viva la revolution

- 桑田佳祐 & 比嘉栄昇
  - 恋のバカンス (ザ・ピーナッツ)

- 16:40 - ポルノグラフィティ

1. DON'T CALL ME CRAZY
2. アゲハ蝶
3. Winding Road
4. Mugen
5. 幸せについて本気出して考えてみた
6. ミュージック・アワー
7. ハネウマライダー

- 17:35 - 加山雄三 with 桑田佳祐 Special Band

1. 光進丸
2. 夜空の星
3. 蒼い星くず
4. ある日渚に
5. 夕映えの恋人
6. 熱風
7. お嫁においで
8. 旅人よ
9. ブーメラン・ベイビー
10. ブラック・サンド・ビーチ
11. 君といつまでも
12. 海 その愛 〜 夕陽は赤く

- 桑田佳祐 & ポルノグラフィティ
  - 神田川 (かぐや姫)

- 18:30 - 福山雅治
  - 1曲目「HELLO」演奏時に音響設備の電源がすべて落ちてしまったために、頭からもう一度やり直した。そのため、予定時間の関係上2曲目に演奏予定だった「BEAUTIFUL DAY」がカットされるというハプニングが起きた。27日は問題なく演奏された。

1. HELLO
2. LOVE TRAIN
3. RED×BLUE
4. 虹
5. あの夏も 海も 空も
6. milk tea

- BEGIN
  - 涙そうそう (森山良子)

- 19:25 - サザンオールスターズ

1. 勝手にシンドバッド
2. 気分しだいで責めないで
3. みんなのうた
4. BREEZE
5. Moon Light Lover
6. 赤い炎の女
7. シュラバ★ラ★バンバ　SHULABA-LA-BAMBA
8. ごめんよ僕が馬鹿だった
9. 八月の詩(セレナード)
10. 真夏の果実
11. DIRTY OLD MAN 〜さらば夏よ〜
12. ロックンロール・スーパーマン 〜Rock'n Roll Superman〜
13. ボディ・スペシャル II (BODY SPECIAL)
14. マンピーのG★SPOT
このフェスでは演奏の際に桑田が着用するカツラ「マンヅラ」が2年ぶりに新調されている。

- サザンオールスターズ・比嘉栄昇・岡野昭仁・福山雅治
  - 希望の轍 (稲村オーケストラ)

### 8月27日
- 14:45 - オープニングセレモニー

- 桑田佳祐
  - Oh! クラウディア (サザンオールスターズ)

- 15:00 - BEGIN

1. 恋しくて
2. 波
3. 竹富島で会いましょう
4. 三線の花
5. 島人ぬ宝

- 桑田佳祐 & 小倉博和・斎藤誠
  - 真夏の出来事 (平山みき)

- 15:45 - GLAY

1. HOWEVER
2. ROCK'N' ROLL SWINDLE
3. グロリアス
4. 夏音
5. 彼女の“Modern…”
6. ピーク果てしなく ソウル限りなく
7. 誘惑

- 桑田佳祐 & 比嘉栄昇
  - 恋のバカンス (ザ・ピーナッツ)

- 16:40 - ポルノグラフィティ

1. DON'T CALL ME CRAZY
2. アゲハ蝶
3. Winding Road
4. Mugen
5. 幸せについて本気出して考えてみた
6. ミュージック・アワー
7. ハネウマライダー

- 桑田佳祐 & TERU・TAKURO
  - 少年時代 (井上陽水)

- 17:35 - Mr.Children

1. 未来
2. innocent world
3. ほころび
4. Sign
5. 終わりなき旅
6. Worlds end
7. 箒星

- 桑田佳祐 & ポルノグラフィティ
  - 神田川 (かぐや姫)

- 桑田佳祐・桜井和寿
  - 奇跡の地球（桑田佳祐 & Mr.Children）

- 18:30 - 福山雅治

1. HELLO
2. BEAUTIFUL DAY
3. LOVE TRAIN
4. RED×BLUE
5. 虹
6. あの夏も 海も 空も
7. milk tea

- BEGIN
  - 涙そうそう (森山良子)

- 19:25 - サザンオールスターズ
- 26日には演奏された『八月の詩』がカットされ、この日は演奏曲目が1曲減った。

1. 勝手にシンドバッド
2. 気分しだいで責めないで
3. みんなのうた
4. BREEZE
5. Moon Light Lover
6. 赤い炎の女
7. シュラバ★ラ★バンバ　SHULABA-LA-BAMBA
8. ごめんよ僕が馬鹿だった
9. 真夏の果実
10. DIRTY OLD MAN 〜さらば夏よ〜
11. ロックンロール・スーパーマン 〜Rock'n Roll Superman〜
12. ボディ・スペシャル II (BODY SPECIAL)
13. マンピーのG★SPOT

- サザンオールスターズ・比嘉栄昇・TERU・岡野昭仁・桜井和寿・福山雅治
  - 希望の轍 (稲村オーケストラ)

## 入退場に関する不備について
今回は大規模な会場で大勢の観衆が入退場するため、主催側から前もって促されていたように大変な混雑が起きた。
入場はそれぞれ異なる時間で来場するためある程度は分散された。しかし、会場まで送迎するシャトルバスの本数こそ多いものの入退場ともに出発する本数が極めて少なく、その上バス自体は公道を経由しているため一般車両との混同での渋滞や信号待ちなどもあり、バス自体立ち往生している様子も見られた。事前に配布されたちらしには「駅から会場までは1時間程の時間がかかります」との記載があったが、その記載に合わせ首尾良く1時間前に行ってしまった来場者は上記の理由のため会場入りするまで約3時間弱もの時間がかかり、演奏順番が早いBEGIN、GLAYなどの出演を見ることが出来なかった来場者も多かった。
退場の際もブロック毎の完全規制退場という形にし、混雑を極力避けるような配慮がされていた。しかし一部の観客が規制を突破したりゴミ捨て場所や飲食ブースへの行列と退場の列が混ざって流れが滞留し規制退場の意味を成さず、またバス乗り場での誘導がスムーズに行われず結果的に出口ゲート付近で流れがストップしてしまうため、出口までの歩道がほとんどすし詰め状態となった。また特設駐車場では未成年者の会場整理の者を夜間帰宅させたために駐車場の誘導係が手薄になり、駐車場を出ようとする車の流れが滞った。6000台以上が入る駐車場に対して出口のレイアウトの悪さが手伝って、駐車場からの退場は翌日未明まで混乱が続いた。しかしこのような混乱の中事故や怪我人が出なかったのは、参加者のマナーの良さゆえと一部で評価されている。この点に関してはライブ終了後参加者から多くのSNSやブログなどで指摘されており、終了後主催側の夢人島 Fes. 事務局から公式に謝罪文が公開されている。